# Peter Woltze
Peter Woltze (* 1. April 1860 Halberstadt; † 4. April 1925 Weimar) war ein deutscher Architekturmaler, der hauptsächlich mit Aquarelltechnik arbeitete.

## Lebenslauf
Peter Woltze war der Sohn des Genre- und Bildnismalers Berthold Woltze aus Magdeburg-Neustadt bzw. Halberstadt. Er studierte in Weimar, Karlsruhe, München, Venedig und Rom. Seit seinem 26. Lebensjahr, von 1886 bis 1900, lebte er vierzehn Jahre in den USA und in Mexiko. Hier studierte er unter anderem mit dem Amerikaner Friedrich Wilhelm Heine in Milwaukee und malte ab 1886 Panoramen für William Wehners American Panorama Company. Danach kehrte er nach Frankfurt am Main zurück. Sieben Jahre später zog er 1907 nach Weimar.

## Stilrichtung
Peter Woltze gehörte der sog. Weimarer Malerschule an, deren Lehrer und Schüler sich in den Jahren 1870 bis 1900 von der akademischen Tradition idealisierter Kompositionen abwandten und ähnlich wie vor ihnen die Vertreter der Schule von Barbizon in Frankreich durch das Studium der Natur zu einer realistischen Landschafts- und Genremalerei fanden. Zu den in nachfolgenden Jahren an der Weimarer Kunstschule ausgebildeten Künstlern zählten unter anderem auch Hans Arp, Max Beckmann, Hans Delbrück sowie Max Liebermann.

## Werke
(Auswahl)

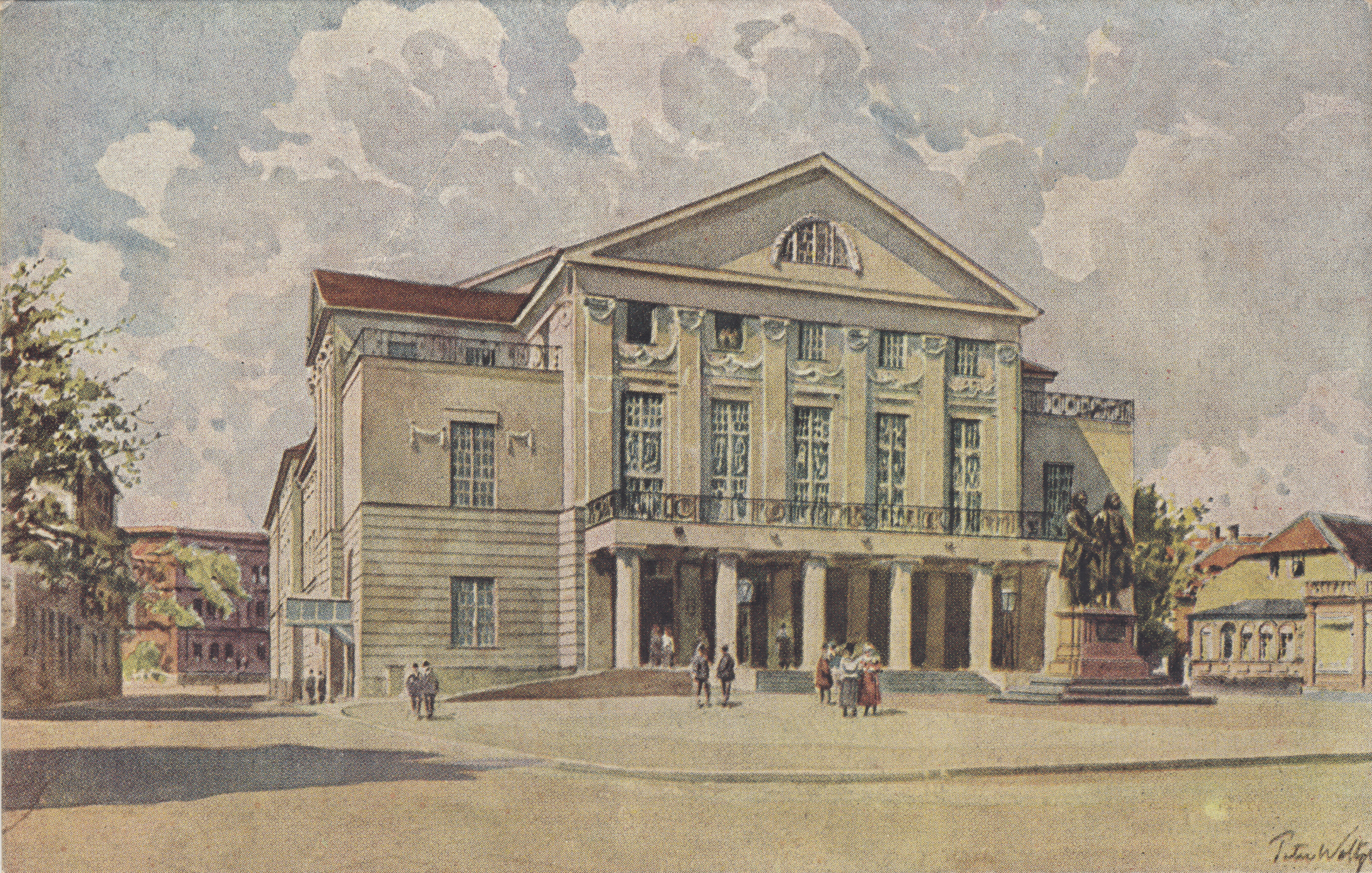
Peter Woltze: Deutsches Nationaltheater Weimar

- Venedig – Blick vom Dogenpalast über die Piazzetta auf die Markussäule, Aquarell[1]
- Brücke, Aquarell, 1918[2]
- Kanal in Venedig, Aquarell, 1909[3]
- Eine Straße in New Orleans[4]
- Schloß Belvedere in Weimar um 1900
- Goethehaus mit benachbarten Gasthaus Zum weißen Schwan, 1913
- Hoftheater von Weimar
- Aquarell vom Wertheimer Marktplatz, 1909
- Aquarell der Altstadt Erfurt
- Aquarell der Französisch-reformierten Kirche in Bockenheim[5]

Das Historische Museum Frankfurt besitzt verschiedene Aquarelle von seiner Hand.